# Vlag van Rien

Vlag van Rien

De vlag van Rien is de dorpsvlag van het Nederlandse dorp Rien, in de Friese gemeente Súdwest-Fryslân. De vlag werd in 1999 aangenomen en in 2001 geregistreerd. Het ontwerp van de vlag is van de hand van J.C. Terluin en R.J. Broersma.

## Beschrijving
De beschrijving van de vlag is als volgt:
Vijf lengtebanen groen, wit, groen, wit en groen; een gele broekingsdriehoek met de punt op 11/15 vlaglengte en naar de broekzijde verlengd met 1/3 vlaglengte, het geel belegd met een groene broekingsdriehoek met de punt op 6/15 vlaglengte, deze driehoek belegd met een gele korenschoof van 1/2 vlaghoogte.
De kleuren zijn afkomstig van het dorpswapen.

## Symboliek
- Groen veld: staat voor de ligging van het dorp op het oorspronkelijk bedijkte eiland van Oosterend.[3]
- Keper: symbool voor de Riensterzijl, een voormalige sluis bij het dorp.[3]

Korenschoof: afkomstig van het wapen van de familie Rheen, naamgever van het dorp.
- Witte banen: verwijzen naar de zilveren stukken uit het dorpswapen.